# محلة صادق أباد
محلة صادق أباد محلة صغيرة في مقاطعة (ضلع) آتك في البنجاب (باكستان) بباكستان.